# Гравелберг
Гравелберг (англ. Gravelbourg) — город в Канаде на юге центральной части провинции Саскачеван. Расположен к западу от реки Вуд, на пересечении провинциальных шоссе 43 и шоссе 58, примерно в 125 километрах от Мус-Джо, Свифт-Карент и границы с США. Ранее на этой территории проживали коренные народы Канады. В настоящее время Гравелберг является ключевым пунктом на Трансканадской тропе.

## История

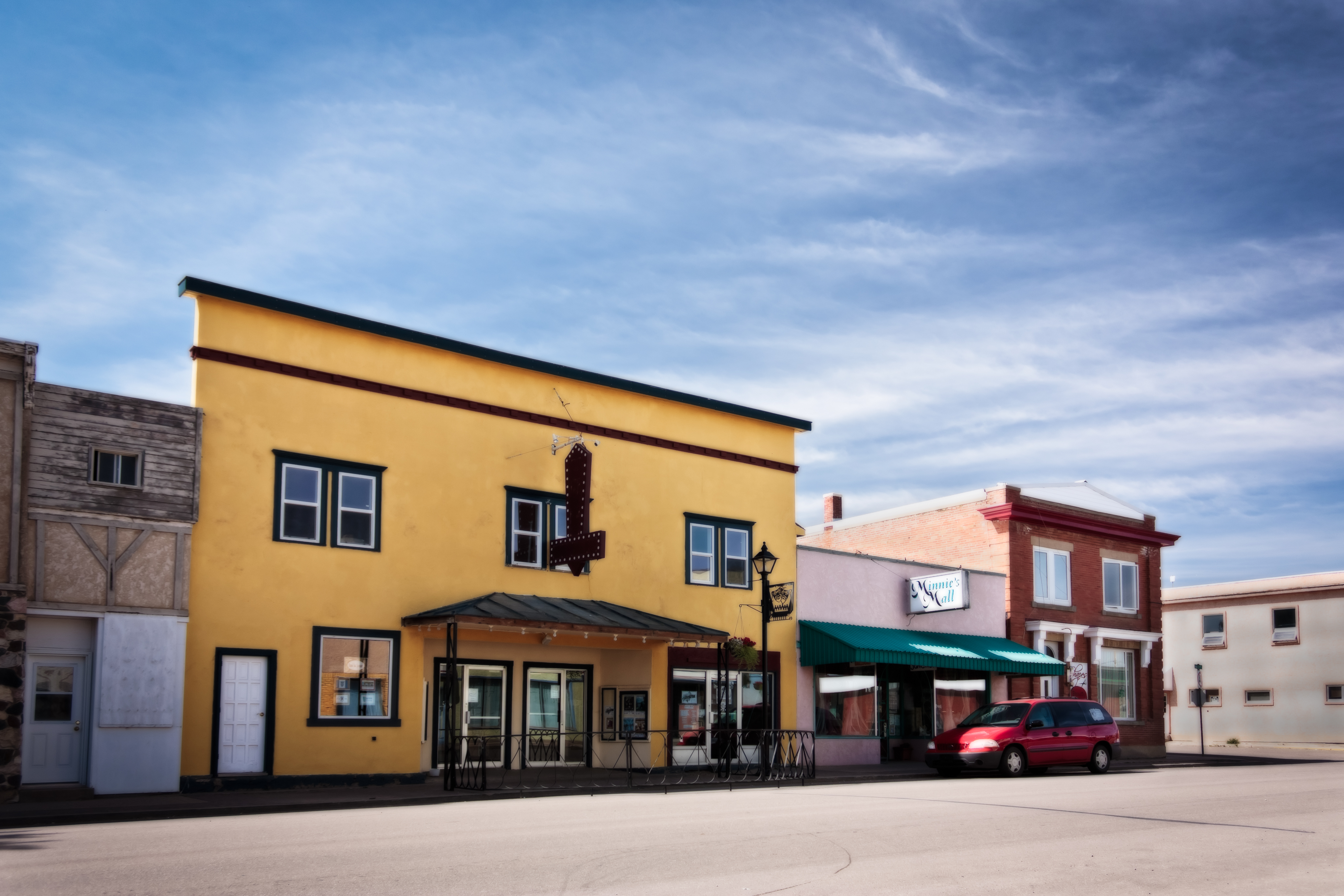
Театр

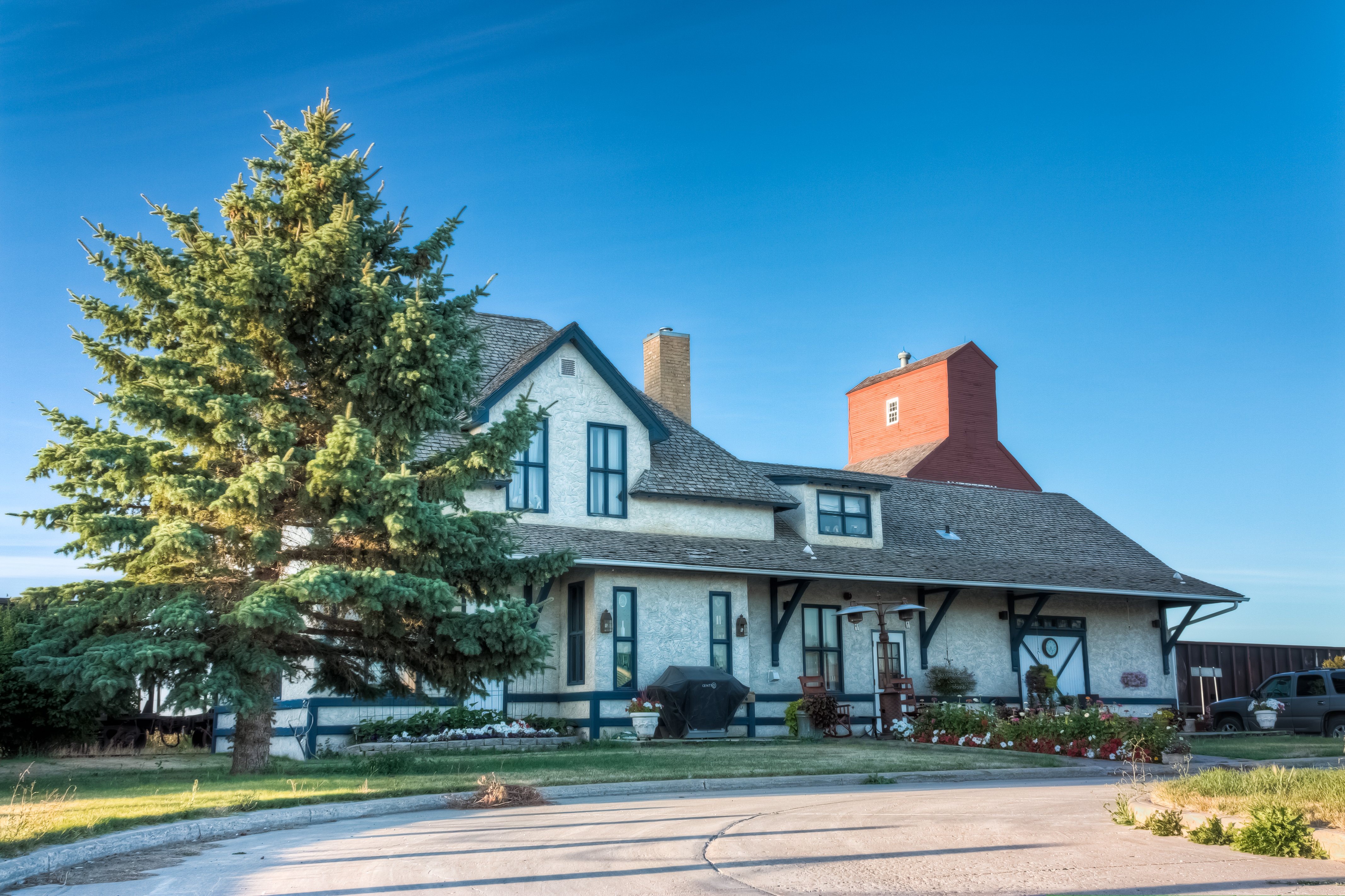
Железнодорожная станция

Гравелберг был основан в начале XX века и был одним из французских поселений. В 1930 году он стал центром римско-католической епархии Гравелберг.
Город назван в честь своего основателя аббата Луи-Пьера Гравеля. Надпись на памятнике в Гравелберге, построенном в 1958 году в его честь, гласит:

«Между 1906 и 1926 годами более десяти тысяч канадских граждан, многие из которых тогда жили в Соединенных Штатах, откликнулись на призыв преподобного Луи-Пьера Гравеля поселиться на широких равнинах Саскачевана, где они построили города и основали французские учреждения культуры». Парки Канады

### Исторические здания
Римско-католический собор Успения Пресвятой Богородицы, бывший монастырь Иисуса и Марии и бывшая резиденция епископа в 1995 году были внесены в список национальных исторических памятников Канады. Также в список объектов наследия внесены суд, колледж, почта, театр и железнодорожная станция.

## Демография
Согласно переписи населения Канады, проведённой в 2021 году население Гравелберга составило 986 человек. Плотность населения — 307,2 человека на км².

### Языки
По данным переписи населения Канады 2011 года, из 1116 жителей в качестве родного языка 625 выбрали английский язык, а 300 выбрали французский, 39 % или 430 жителей говорили на английском и французском языках. О местном франкоязычном сообществе Франсаскуа снят короткометражный фильм Les Fransaskois, в рамках съёмок документального сериала The Grasslands Project.

## Образование
В городе имеется школа.

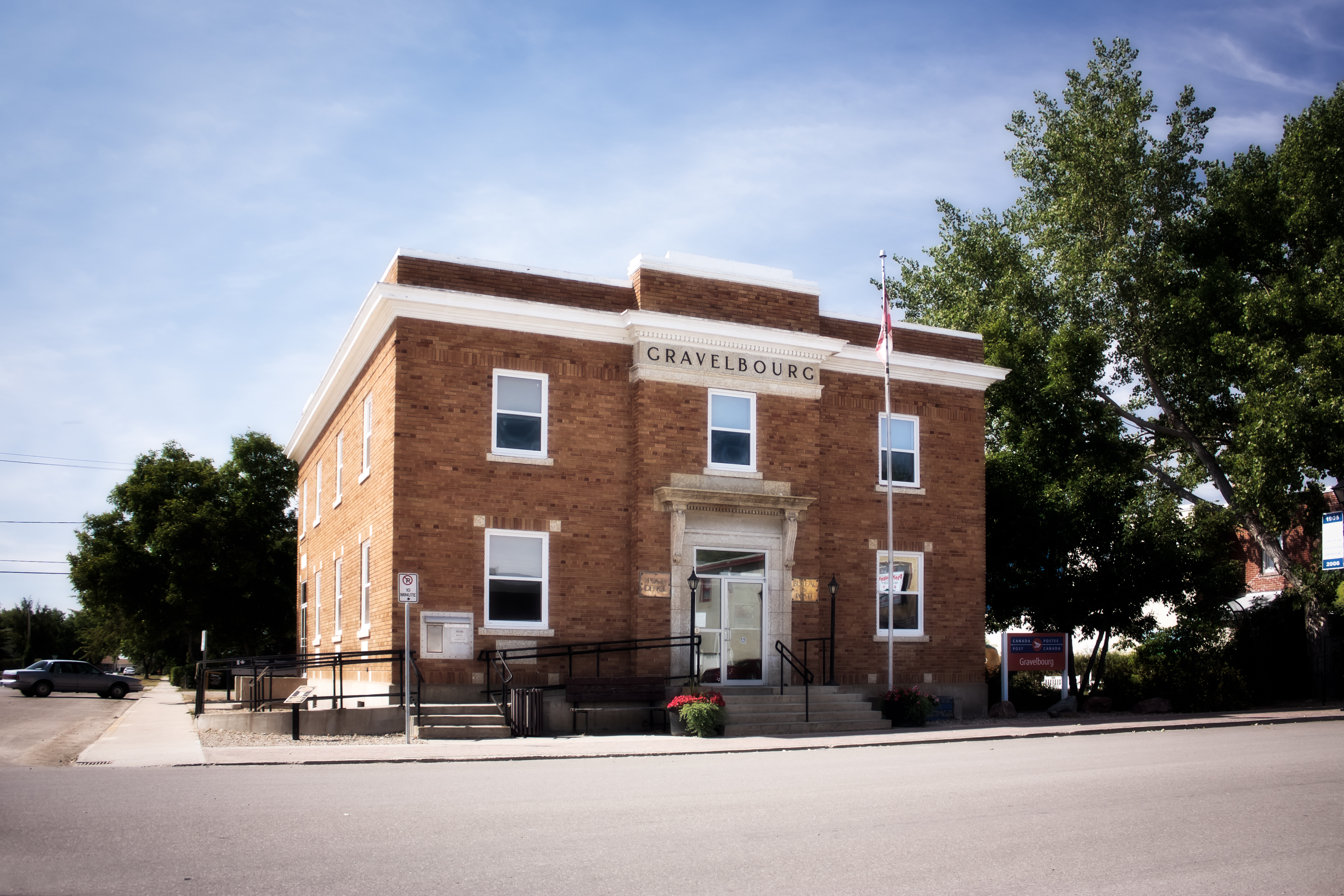
Почтовое отделение

Также Гравелберг известен Колледжем Матье, франкоязычной школой-интернатом для мальчиков и девочек, которые хотят приобрести или сохранить свободное владение французским языком. Школа привлекает студентов со всей южной части провинции, а также из других районов Канады и других стран. Обучение проводится 8 по 12 класс.

## Церкви

### Бывшее католическое епископство

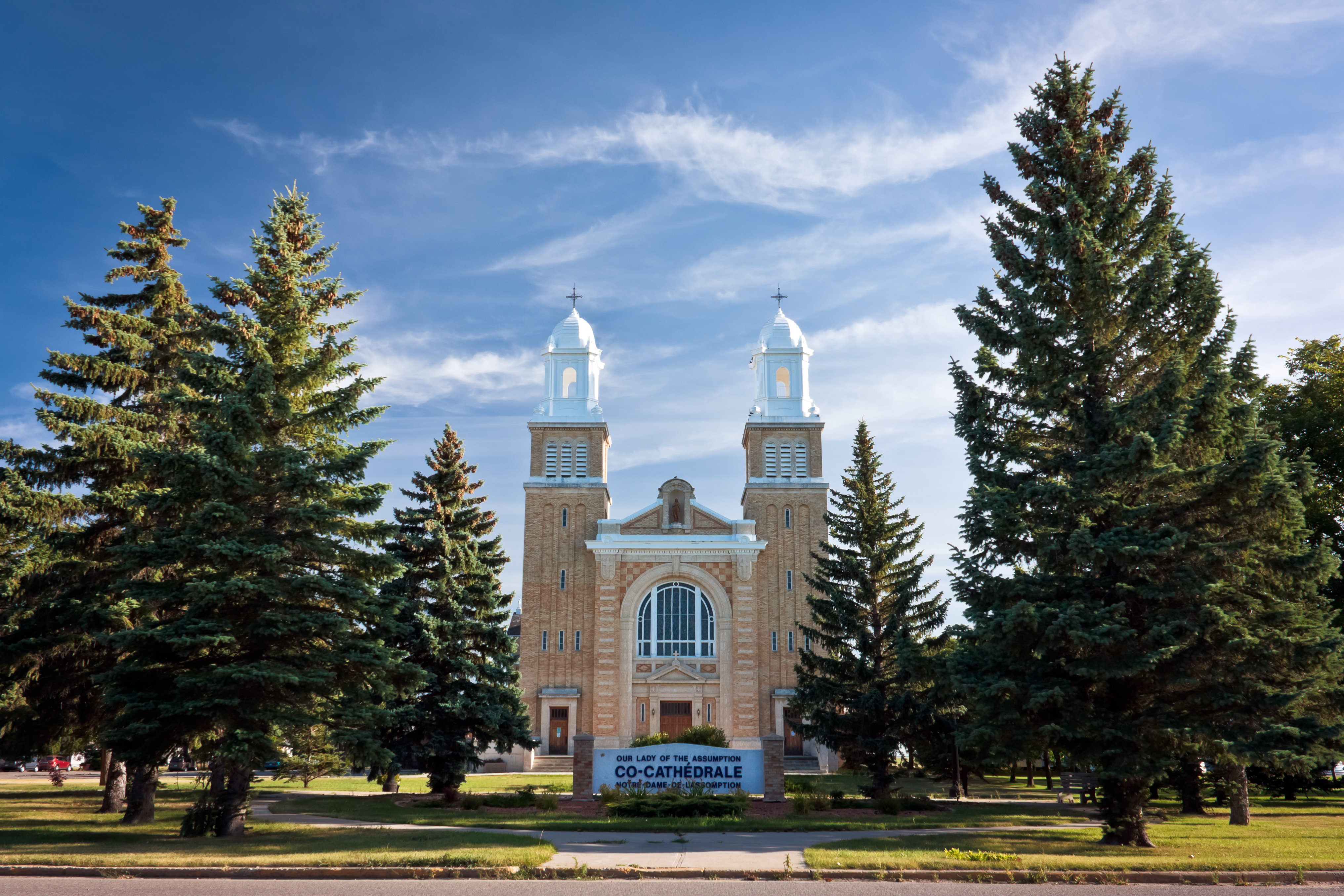
Собор Успения Пресвятой Богородицы

С 1930 по 1998 год город являлся центром римско-католической епархии Гравелберг, которую возглавляли франкоязычные епископы. Епархия была упразднена в 1998 году решением Папы Иоанна Павла II.

### Протестантизм
В городе имеются приверженцы Объединенной церкви Канады. Также в Гравелберге есть лютеранская церковь.